# Sonata da chiesa KV 278
La sonata da chiesa in do maggiore KV 278 Pro festis Palii di Wolfgang Amadeus Mozart nacque nell'ambito delle composizioni sacre scritte per assolvere al proprio dovere di Konzertmeister presso il Principe Arcivescovo di Salisburgo e fu composta tra il marzo e l'aprile del 1777.
In quel periodo Mozart viveva in una fase tranquilla, ma non particolarmente felice, soprattutto a causa dell'Arcivescovo che intendeva mantenere il più diretto controllo sui suoi sottoposti, tuttavia Mozart atteneva al suo impiego con zelo e competenza (la fama di compositore sacro costruita in questi anni gli sarà di grande aiuto nel periodo viennese).